# 廣州國際羽毛球培訓中心
廣州國際羽毛球培訓中心是中國廣東廣州的一座羽毛球館，于2010年10月29日建成，2011年3月18日對外開放，位于黃埔區廣州科學城映日路1號。
場館完全按羽毛球世界联合会最高級別賽事標準設計的羽毛球訓練及比賽場館，是亞洲唯一專門為羽毛球設計，同時有綜合性多功能的體育場館，是中國大陸及國際的專業羽毛球隊訓練基地和世界第二大國際羽毛球培訓中心 。2010年亞洲運動會的部分羽毛球賽事就是在这里举办。

## 设施
佔地27863平方米，建築面積21164平方米，其中正規比賽場地4個、訓練場地20個、2733個观众座及93間運動員公寓。

## 註解及参考文献
註解
1. ↑  该部門已在2013年撤銷，现在是黃埔區教育文化局下属部門。

参考文献
1. ↑  从形体到空间 广州国际羽毛球培训中心设计解读[永久] 笔杆
2. ↑  . 中國新聞網. 2009-05-13  [2017-06-23]. （原始内容存档于2020-03-16）.